# عملية عكا 2024
عملية عكا 2024 أو الهجوم بالطائرة المسيرة قرب عكا 2024 في نوفمبر 2024، شهدت مدينة عكا والجليل الغربي تصعيدا عسكريًا خطيرًا بين حزب الله وإسرائيل. تم تنفيذ هجوم بواسطة طائرة مسيرة أطلقت من لبنان حيث استهدفت مصنعًا في المنطقة الصناعية بارليف قرب عكا، يستخدم في إنتاج مكونات الطيران الدفاعية والمدنية. الانفجار أسفر عن إصابة شخصين بجراح متفاوتة، أحدهما إصابتة متوسطة والآخر طفيفة.

## خلفية
جاء الهجوم في ظل تصعيد التوتر بين حزب الله وإسرائيل بعد سلسلة من التحذيرات والاشتباكات على الحدود اللبنانية الإسرائيلية، ما يبرز احتمال اندلاع مواجهة واسعة النطاق بين الطرفين.

## الهجوم
في تصعيد خطير للصراع بين حزب الله وإسرائيل، وقعت حادثة استهداف بواسطة طائرة مسيرة في المنطقة الصناعية بارليف قرب مدينة عكا، شمال إسرائيل. الطائرة أطلقت من الأراضي اللبنانية، ما أدى إلى انفجار فوق مصنع متخصص في إنتاج مكونات الطيران الدفاعية والمدنية وأسفر عن إصابة شخصين بجروح متوسطة وخفيفة